# Hockey Club Valdagno 2020-2021
Questa voce raccoglie le informazioni riguardanti l'Hockey Club Valdagno nelle competizioni ufficiali della stagione 2020-2021.

## Maglie e sponsor
Lo sponsor ufficiale per la stagione 2021-2022 è la Why Sport.
| 1ª divisa | 2ª divisa |

## Organico

### Giocatori
| N° | Naz.                 | Ruolo | Sportivo           |  |  |  |
| -- | -------------------- | ----- | ------------------ |  |  |  |
| 3  | Italia (bandiera)    | D     | Davide Motaran     |  |  |  |
| 4  | Italia (bandiera)    | A     | Davide Piroli      |  |  |  |
| 6  | Argentina (bandiera) | A     | Fabrizio Ciocale   |  |  |  |
| 7  | Italia (bandiera)    | A     | Gaston De Oro      |  |  |  |
| 10 | Italia (bandiera)    | P     | Bruno Sgaria       |  |  |  |
| 21 | Italia (bandiera)    | D     | Alessandro Burtini |  |  |  |
| 22 | Angola (bandiera)    | A     | André Centeno      |  |  |  |
| 26 | Italia (bandiera)    | P     | Filippo Fongaro    |  |  |  |
| 29 | Italia (bandiera)    | D     | Mattia Cocco       |  |  |  |
| 77 | Italia (bandiera)    | D     | Giovanni Clodelli  |  |  |  |

### Staff tecnico
- Allenatore:  Diego Mir